# CCC Polsat Polkowice/2013
Deze pagina geeft een overzicht van de CCC Polsat Polkowice-wielerploeg in 2013. 

## Algemene gegevens
Sponsors: Gmina Polkowice, Siec Sklepów CCC, Polsat
Algemeen manager: Krzysztof Korsak
Ploegleiders: Piotr Wadecki, Robert Krajewski, Gabriele Missaglia
Fietsmerk: Guerciotti

## Renners
| Naam                  | Geboortedatum | Nationaliteit | Ploeg 2012                     |
| --------------------- | ------------- | ------------- | ------------------------------ |
| Josef Černý           | 11-05-1993    | Tsjechië      | Wibatech - LMGK Ziemia Brzeska |
| Paweł Charucki        | 14-10-1988    | Polen         |                                |
| Piotr Gawroński       | 25-03-1990    | Polen         |                                |
| Adrian Honkisz        | 27-02-1988    | Polen         |                                |
| Sylwester Janiszewski | 24-01-1988    | Polen         |                                |
| Tomasz Kiendys        | 23-06-1977    | Polen         |                                |
| Adrian Kurek          | 29-03-1988    | Polen         | Utensilnord-Named              |
| Jarosław Marycz       | 17-04-1987    | Polen         | Saxo Bank-Tinkoff Bank         |
| Bartłomiej Matysiak   | 11-09-1984    | Polen         |                                |
| Nikolay Mihaylov      | 08-04-1988    | Bulgarije     |                                |
| Jacek Morajko         | 26-04-1981    | Polen         | Vacansoleil-DCM                |
| Mateusz Nowak         | 15-07-1992    | Polen         | Neo                            |
| Łukasz Owsian         | 24-02-1990    | Polen         |                                |
| Davide Rebellin       | 09-08-1971    | Italië        | Meridiana Kamen                |
| Marek Rutkiewicz      | 08-05-1981    | Polen         |                                |
| Grzegorz Stępniak     | 24-03-1989    | Polen         |                                |
| Mateusz Taciak        | 19-06-1984    | Polen         |                                |

## Overwinningen
Szlakiem Grodòw Piastowskich
1e etappe: Davide Rebellin
4e etappe: Davide Rebellin
Ronde van Estland
3e etappe: Bartłomiej Matysiak
Sibiu Cycling Tour
1e etappe: Davide Rebellin
Eindklassement: Davide Rebellin
Ronde van Mazovië
1e etappe: Grzegorz Stępniak
5e etappe: Grzegorz Stępniak
Beker van de Subkarpaten
Winnaar: Adrian Honkisz
Puchar Ministra Obrony Narodowej
Winnaar: Bartłomiej Matysiak
Ronde van Hainan
Bergklassement: Mateusz Taciak
2000 · 2001 · 2002 · 2003 · 2004 · 2005 · 2006 · 2007 · 2008 · 2009 · 2010 · 2011 · 2012 · 2013 · 2014 · 2015 · 2016 · 2017 · 2018 · 2019 · 2020